# Агапет II
Агапет II (роден в Рим; починал на 8 ноември 955) е римски папа от 10 май 946 г. до смъртта си през 955 г., в периода когато Алберих II (932 – 954), син на Марозия, управлява независимата република Рим с титлата „принц и сенатор на римляните“.
Агапет се опитва да сложи край на т.нар. „порнокрация“, започнала с избирането на папа Сергий III (904 – 911) през 904 г. и продължила до отстраняването от папския престол на папа Йоан XII (955 – 964) през 963 г.